# Hausham
Hausham – miejscowość i gmina w południowych Niemczech, w kraju związkowym Bawaria, w rejencji Górna Bawaria, w regionie Oberland, w powiecie Miesbach. Leży około 5 km na południe od Miesbach, nad rzeką Schlierach, przy drodze B307 i linii kolejowej Monachium – Bayrischzell.

## Dzielnice
| - Abwinkl - Agatharied - Aigner - Althausham | - Haushamer Alm - Holz - Kasten - Moosrain - Rain | - Thal - Tiefenbach - Tratberg - Nagelbach |

## Demografia
Dane o ludności z 31 grudnia 2008:
| Opis                                | Ogółem | Ogółem | Kobiety | Kobiety | Mężczyźni | Mężczyźni |
| ----------------------------------- | ------ | ------ | ------- | ------- | --------- | --------- |
| Jednostka                           | osób   | %      | osób    | %       | osób      | %         |
| Populacja                           | 8083   | 100    | 4214    | 52,13   | 3869      | 47,87     |
| Wiek przedprodukcyjny (0–17 lat)    | 1398   | 17,3   | 707     | 8,75    | 691       | 8,55      |
| Wiek produkcyjny (18–65 lat)        | 4996   | 61,81  | 2524    | 31,23   | 2472      | 30,58     |
| Wiek poprodukcyjny (powyżej 65 lat) | 1689   | 20,9   | 983     | 12,16   | 706       | 8,73      |

## Polityka
Wójtem gminy jest Hugo Schreiber z FW, wcześniej urząd ten obejmował Arnfried Färber, rada gminy składa się z 20 osób.
|      | CSU | SPD | FW | Razem |
| 2008 | 7   | 5   | 8  | 20    |
| 2002 | 7   | 7   | 6  | 20    |